# Trachselwald
Trachselwald es una comuna suiza del cantón de Berna, situada en el distrito administrativo del Emmental. Limita al norte y al este con la comuna de Sumiswald, al sur con Langnau im Emmental, Lauperswil y Rüderswil, y al oeste con Lützelflüh.
Hasta el 31 de diciembre de 2009 capital del desaparecido distrito de Trachselwald.

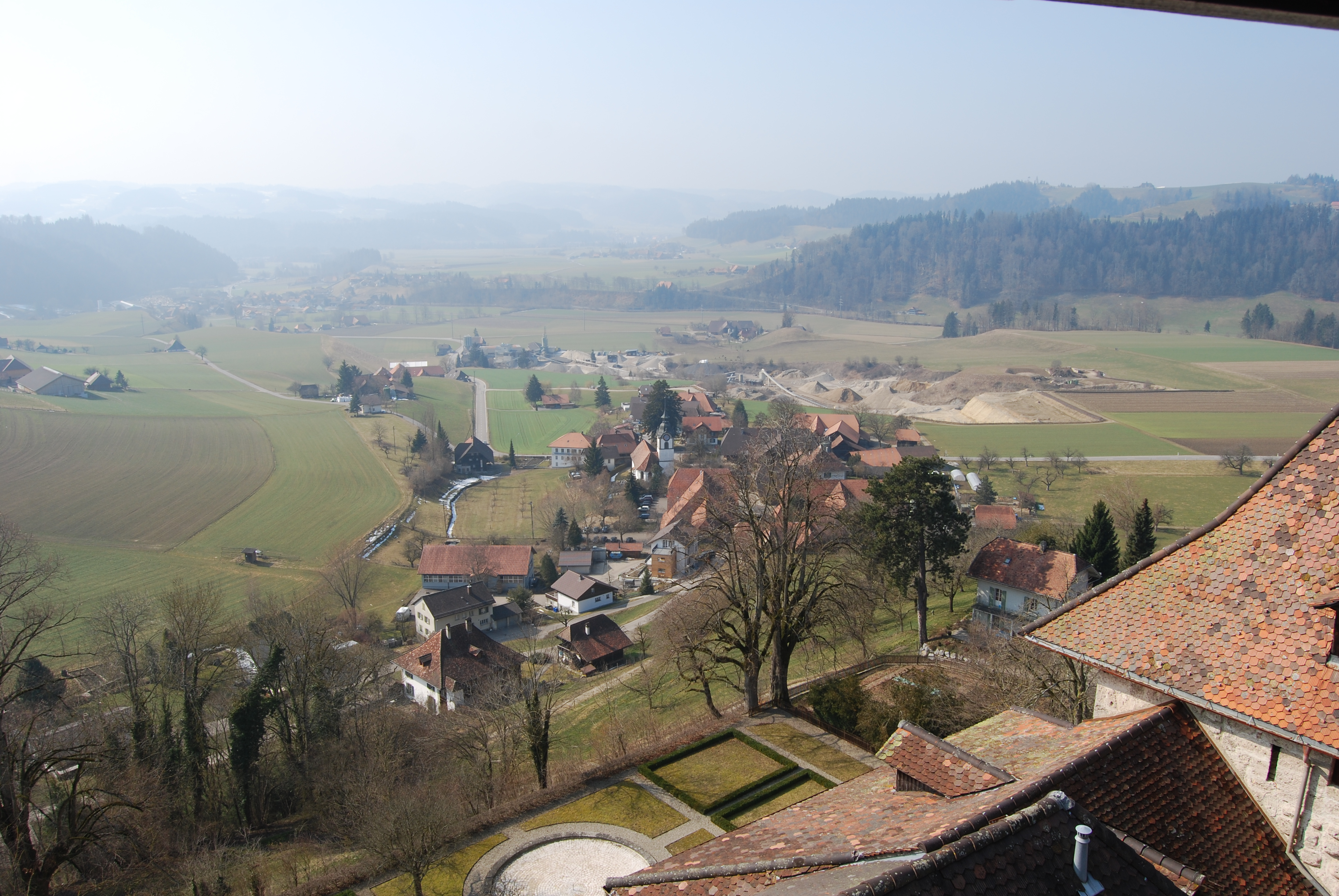
Trachselwald